# Joona Sotala
Joona „Serral“ Sotala (* 22. März 1998) ist ein finnischer E-Sportler in der Disziplin StarCraft 2.
Gemessen an gewonnenem Karriere-Preisgeld ist er mit rund 1.270.000 US-Dollar der erfolgreichste StarCraft-2-Spieler aller Zeiten. Sein größter Erfolg war der erste Platz auf der Blizzcon 2018, der mit 280.000 US-Dollar Preisgeld dotiert war. Damit beendete er auch die ein Jahrzehnt andauernde Dominanz koreanischer Spieler in StarCraft 2.

## Werdegang
Serral spielt bereits seit 2012 kompetitiv StarCraft 2. Sein internationaler Durchbruch erfolgte jedoch erst ab ca. 2017, als er in einem Jahr ca. 80.000 Dollar Preisgeld errang. Unter anderem gewann er das europäische Finale der World Electronic Sports Games im Finale gegen Nerchio. Ebenfalls gelang ihm die Qualifikation für das Saisonfinale auf der Blizzcon, allerdings schied er in diesem Jahr noch in der Vorrunde aus.
2018 reiste er zu insgesamt elf internationalen Turnieren und gewann davon acht. Neben dem Sieg beim Saisonfinale auf der Blizzcon gewann er auch alle vier Turniere der StarCraft II World Championship Series.
Im Dezember 2019 wurde Serral vom finnischen Präsidenten persönlich zur finnischen Unabhängigkeitsfeier eingeladen.

## Familie
Serrals Bruder Jonne Sotala (* 1994) ist ebenfalls StarCraft-2-Spieler, wenn auch auf deutlich weniger erfolgreichem Niveau. Er spielt unter dem Nicknamen Protosser und erzielte unter anderem 2012 den vierten Platz bei den finnischen Meisterschaften.

## Erfolge (Auswahl)
| Jahr | Turnier                             | Platz  | Preisgeld |
| ---- | ----------------------------------- | ------ | --------- |
| 2017 | DreamHack Summer                    | 2.     | 010.000 $ |
| 2017 | WCS-Finals auf der Blizzcon         | 9.–12. | 014.000 $ |
| 2017 | WESG 2017/18 – Europa & CIS Finals  | 1.     | 018.000 $ |
| 2018 | DreamHack Leipzig                   | 1.     | 020.000 $ |
| 2018 | IEM World Championship Katowice     | 3./4.  | 026.000 $ |
| 2018 | WESG 2017/18 – Grand Finals         | 3.     | 040.000 $ |
| 2018 | DreamHack Austin                    | 1.     | 020.000 $ |
| 2018 | DreamHack Valencia                  | 1.     | 020.000 $ |
| 2018 | GSL vs. the World                   | 1.     | 026.900 $ |
| 2018 | DreamHack Montreal                  | 1.     | 020.000 $ |
| 2018 | WCS-Finals auf der Blizzcon         | 1.     | 280.000 $ |
| 2019 | WESG 2018/19 – Grand Finals         | 2.     | 040.000 $ |
| 2019 | HomeStory Cup XIX                   | 1.     | 04.000 $  |
| 2018 | GSL vs. the World                   | 1.     | 026.900 $ |
| 2019 | WCS-Finals auf der Blizzcon         | 3./4.  | 051.000 $ |
| 2019 | HomeStory Cup XX                    | 1.     | 014.000 $ |
| 2019 | NationWars 2019 (mit Team Finnland) | 1.     | 04.000 $  |
| 2020 | IEM Season XIV - Katowice           | 3./4.  | 025.800 $ |
| 2022 | IEM Season XVI - Katowice           | 1.     | 171.000 $ |
| 2024 | IEM Season XVIII - Katowice         | 1.     | 152.500 $ |
| 2025 | Esports World Cup                   | 1.     | 200.000 $ |